# Cellon
Cellon är ett varumärke för ett tidigt halvsyntetiskt plastmaterial baserat på cellulosaacetat. Materialet utvecklades i början av 1900-talet i Tyskland som ett säkrare, svårantändligt alternativ till den extremt brandfarliga celluloiden (cellulosenitrat). Tack vare sin låga flammabilitet och goda formbarhet fick Cellon stor betydelse inom tidig flygindustri och senare inom belysning och tillverkning av konsumentvaror.

## Historia och utveckling
Utvecklingen av Cellon drevs av behovet av att hitta en ersättare till celluloid, den första framgångsrika halvsyntetiska plasten, vars stora nackdel var dess extrema brandfarlighet. Cellulosaacetat hade framställts redan under 1800-talet, men industriella produktionsmetoder blev lönsamma först i början av 1900-talet.
Arthur Eichengrün (1867–1949) (engelska: Arthur Eichengrün) var en framstående tysk kemist som arbetade för läkemedelsföretaget Bayer AG. Han var en pionjär inom både läkemedel och plastkemi. Runt 1901–1904, medan han fortfarande var på Bayer, utvecklade Eichengrün en ny, förbättrad process för att tillverka cellulosaacetat. Hans metod gjorde materialet mindre sprött och mer kommersiellt gångbart än tidigare varianter.
Efter att ha lämnat Bayer AG, beslutade Eichengrün att kommersialisera sina plast- och lackuppfinningar själv. År 1909 grundade han sitt eget företag Cellon-Werke i Berlin. Det var alltså detta företag som gav namnet Cellon till den specifika formuleringen av cellulosaacetat som de tillverkade.
År 1911 förvärvade britten A J A Wallace Barr de brittiska rättigheterna till patentet och grundade The British Cellon Company. Företaget blev en livsviktig leverantör av svårantändlig Cellon-lack till Royal Flying Corps (senare RAF).
Det tyska företaget Dynamit Nobel AG registrerade varumärket Cellon och var en av de tidiga tillverkarna. Materialet blev snabbt uppmärksammat internationellt, och patent och licenser såldes till andra länder.

## Användningsområden

### Flygplanslack
Den första och strategiskt viktigaste användningen för Cellon var som spännlack (engelska: aircraft dope) för tygklädda flygplan under första världskriget. Tidigare hade man använt lacker baserade på cellulosenitrat, vilket gjorde flygplanen till dödliga eldfällor vid träff av brandammunition.
Till Cellon-lackens egenskaper hörde att den var svårantändlig. Denna tekniska fördel bidrog till att öka överlevnadschanserna för brittiska piloter och blev en viktig del av krigsinsatsen. Efter kriget ställde företaget, nu under namnet Cellon Ltd., om sin produktion till civila industri- och dekorationslacker.

### Glasersättning
Cellon användes i stor utsträckning som ersättare för glas i zeppelinare inklusive de mest berömda som Graf Zeppelin och Hindenburg. Det var ett av de första och viktigaste användningsområdena för transparenta plaster och valet av material var helt avgörande av flera anledningar.
- Viktbesparing: Detta var den absolut viktigaste faktorn. Glas är extremt tungt, och varje kilo som kunde sparas på ett luftskepp var oerhört värdefullt. Att ersätta tunga glasrutor med lättviktsplasten Cellon i de stora fönstren i passagerarutrymmena och i manövergondolen sparade enormt mycket vikt som istället kunde användas för bränsle, last eller fler passagerare.

- Säkerhet: Cellon är slagtåligt och splittras inte på samma farliga sätt som glas gör. Detta ökade säkerheten för både passagerare och besättning vid eventuella stötar eller kraftiga vibrationer.

- Flexibilitet och formbarhet: Till skillnad från platt glas kunde tunna skivor av Cellon enkelt böjas för att följa de aerodynamiska, kurvade formerna på en zeppelinares gondol. Detta var både billigare och enklare än att tillverka specialformat, böjt glas.

### Lampskärmar
Cellon fick användning inom belysningsindustrin, särskilt under funktionalismens (funkisens) genombrott, från sent 1930-tal och framåt. Materialets egenskaper var idealiska för lampskärmar.
- Ljusspridning: Materialet var translucent och spred ett mjukt och bländfritt sken.
- Formbarhet: Det kunde tillverkas i tunna skivor eller band som virades runt en stomme av ståltråd.
- Säkerhet: Dess låga brandfarlighet var en stor fördel i närheten av dåtidens varma glödlampor.

Kända svenska lampfabriker som Arvid Böhlmarks Lampfabrik och Bröderna Malmströms metallvarufabrik använde Cellon till flera av sina populära modeller. Materialet var ofta gräddvitt eller gulnat, vilket gav ett varmt ljus.